# Alois Hanslian
Alois Hanslian, né le 1er décembre 1943 à Ennigerloh, est un artiste allemand qui vit et travaille en Allemagne.

## Biographie
Après des études de l'art et de graphique, il a exercé à Allemagne et à l'étranger une activité comme directeur artistique et illustrateur dans les agences de publicité. La peinture libre pour des galeries et des contrats privés aussi bien que des illustrations pour des maisons d'édition de livre comptent parmi ses travaux. Parallèlement Hanslian travaille en tant qu'enseignant de dessin et des cours créatifs.

## Littérature
- Reiki: Universal Life Energy, Bodo J. Baginski, Shalila Sharamon, Alois Hanslian & Chris Baker, LifeRhythm,  (ISBN 978-0-940-79502-0)
- The Encyclopedia of Tarot Volume IV Stuart Kaplan & Jean Huets, U.S. Games Systems,  (ISBN 1-572-81506-X)
- Die Bachblüten-Devas, Alois Hanslian, Aquamarin-Verlag GmbH,  (ISBN 3-894-27034-9)
- Mama, wo kommen die Kinder her? Oder Die geheimnisvolle Reise des Engels Ananini, Petra Ostergaard & Alois Hanslian, Ostergaard,  (ISBN 3-000-00328-2)
- Die Orchideenblüten-Devas, Alois Hanslian, Aquamarin-Verlag GmbH,  (ISBN 3-894-27060-8)
- Engel-Tarot, Alois Hanslian, Aquamarin-Verlag GmbH,  (ISBN 3-922-93661-X)
- I Ging-Orakel / Die Weisheit des Tao, Alois Hanslian & Maryam Yazdtschi, Aquamarin-Verlag GmbH,  (ISBN 3-894-27040-3)
- Heilung der familiären Blutlinie - Die Arbeit mit dem Hologramm, Theresia Wuttke-Laube & Alois Hanslian, Ostergaard,  (ISBN 3-933-07504-1)